# 上中村
上中村（かみなかむら）は、神奈川県足柄上郡に存在した村。現在の大井町東部に位置した。

## 地理
- 川：中村川

## 歴史

### 村名の由来
古代・中世に存在した中村郷（中村荘）の上流に位置したことより。

### 沿革
- 1889年（明治22年）4月1日 - 町村制の施行により、栃窪村、篠窪村、柳村、高尾村、赤田村および大住郡渋沢村飛地が合併して発足。山田村との町村組合が発足し、組合役場を大字篠窪に設置。
- 1946年（昭和21年）11月3日 - 山田村と合併して相和村が発足。同日上中村廃止。
- 1951年（昭和26年）6月20日 - 相和村の一部（大字栃窪）が中郡西秦野村に編入。